# Новосольский повет
Новосольский повет (пол. Powiat nowosolski) — повет (район) в Польше, входит как административная единица в Любушское воеводство. Центр повета — город Нова-Суль. Занимает площадь 770,58 км². Население — 87 339 человек (на 31 декабря 2015 года).

## Административное деление
- города: Нова-Суль, Бытом-Оджаньски, Кожухув, Нове-Мястечко
- городские гмины: Нова-Суль
- городско-сельские гмины: Гмина Бытом-Оджаньски, Гмина Кожухув, Гмина Нове-Мястечко
- сельские гмины: Гмина Кольско, Гмина Нова-Суль, Гмина Отынь, Гмина Седлиско

## Демография
Население повета дано на 31 декабря 2015 года.
| Перепись            | Всего  | Мужчины | Женщины |
| ------------------- | ------ | ------- | ------- |
| Всего               | 87 339 | 42 510  | 44 829  |
| Городское население | 56 360 | 26 911  | 29 449  |
| Сельское население  | 30 979 | 15 599  | 15 380  |